# Accident domestique (film)
Pour plus de détails, voir Fiche technique et Distribution.
Accident domestique (La mesita del comedor) est un film espagnol réalisé par Caye Casas, sorti en 2022.

## Fiche technique
- Titre original : La mesita del comedor
- Titre français : Accident domestique
- Réalisation : Caye Casas
- Scénario : Cristina Borobia et Caye Casas
- Musique : Esther Méndez (es)
- Photographie : Alberto Morago
- Montage : Caye Casas
- Production : Norbert Llaràs Carles, Maria José Serra
- Société de distribution : ESC Films (France)
- Pays de production :  Espagne
- Langue originale : espagnol
- Format : couleur
- Genre : comédie horrifique
- Durée : 91 minutes
- Dates de sortie :
  - Estonie : 23 novembre 2022 (Festival du film Nuits noires de Tallinn)
  - France : 27 septembre 2023 (Festival européen du film fantastique de Strasbourg)[1] ; 14 mai 2025 (sortie nationale)
  - Espagne :  31 octobre 2023 (Festival du film d'horreur et fantastique de San Sebastián)[2] ; 1er décembre 2023 (sortie limitée)
- Classification :
  - France : interdit aux moins de 12 ans avec avertissement

## Distribution
- David Pareja : Jesús
- Estefanía de los Santos : María
- Josep María Riera : Carlos
- Claudia Riera (es) : Cristina
- Eduardo Antuña : le vendeur

## Production
Le film est tourné à Terrassa en seulement 10 jours.

## Distinctions

### Récompenses
- Festival international du film fantastique de Bruxelles 2023 : White Raven[5]
- Macabro – Festival internacional de cine de horror 2023 (Mexico) : prix du public[6],[7]
- Festival européen du film fantastique de Strasbourg 2023 : Grand prix Crossovers[8]
- Festival du film d'horreur et fantastique de San Sebastián (eu) 2023 (Saint-Sébastien, Espagne) : prix du public ex æquo[9],[10]
- Festival du film d'horreur de Molin (en) (TerrorMolins) 2023 : meilleur film[11],[12]

### Sélections
- Festival du film Nuits noires de Tallinn 2022 : section Rebels with a Cause[13]
- Paris International Fantastic Film Festival 2023 : hors compétition[14]
- Hallucinations collectives 2024 : compétition longs métrages[15]